# Frederick W. Gibb

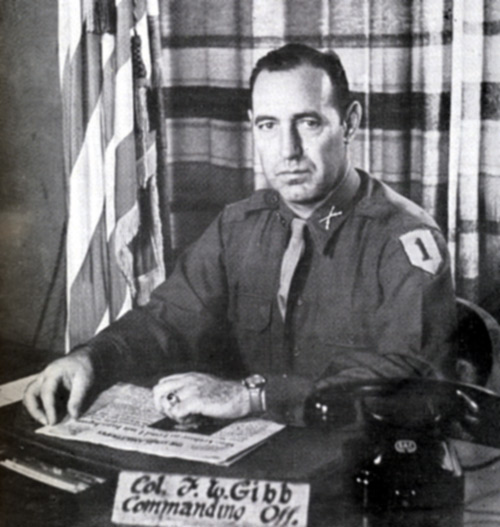
Frederick W. Gibb

Frederick William Gibb (* 24. Juli 1908 in New York City, New York; † 6. September 1968 auf der Andrews Air Force Base in Maryland) war ein Generalmajor der United States Army. Er war unter anderem Kommandeur der 2. Infanteriedivision.
Gibb war ein Sohn von Frederick Innes Gibb und dessen Frau Jessie Anna Leake. In den Jahren 1929 bis 1933 durchlief er die United States Military Academy in West Point. Nach seiner Graduation wurde er als Leutnant der Infanterie zugeteilt. In der Armee durchlief er anschließend alle Offiziersränge vom Leutnant bis zum Zwei-Sterne-General.
Im Lauf seiner militärischen Karriere absolvierte Frederick Gibb verschiedene Kurse und Schulungen. Dazu gehörten unter anderem die Infantry School, das Command and General Staff College und das National War College.
In den Jahren 1933 bis 1942 diente Gibb in verschiedenen Infanterieeinheiten. Dabei absolvierte er den für Offiziere in den entsprechenden Rangstufen üblichen Dienst. Im Oktober 1939 wurde er nach Puerto Rico zum 65. Infanterieregiment versetzt. Zum Zeitpunkt des amerikanischen Eintritts in den Zweiten Weltkrieg war er Kompanieführer und später Bataillonskommandeur im 16. Infanterieregiment das der 1. Infanteriedivision unterstand. Er blieb während des gesamten Krieges in verschiedenen Funktionen bei dieser Division.
In den Jahren 1943 und 1944 leitete er die Stabsabteilung G3 (Operationen) seiner Division und danach kommandierte er das 16. Infanterieregiment. Er war an der Landung der Alliierten in Nordafrika und dem folgenden Afrikafeldzug der Verbündeten beteiligt. Wenig später nahm er auch an der Landung auf Sizilien teil. Im weiteren Verlauf des Krieges wurde die 1. Infanteriedivision zunächst nach England verlegt, um dann Anfang Juni 1944 an der Landung in der Normandie teilzunehmen. Frederick Gibb war an diesen Ereignissen ebenso beteiligt wie am weiteren Vormarsch seiner Division durch Nordfrankreich nach Deutschland bis zur Tschechoslowakei.
Nach seiner Rückkehr in die Vereinigten Staaten absolvierte Gibb das Command and General Staff College. Danach gehörte er zwischen Februar 1946 und Sommer 1948 als Leiter der taktischen Fakultät der Infantry School in Fort Benning, dem heutigen Fort Moore in Georgia, an. Nach dem anschließenden Studium am National War College wurde er zu den Joint Chiefs of Staff versetzt, wo er in den Jahren 1949 bis 1952 Stabsoffizier in der Stabsabteilung für Planungen und Operationen war.
Daran schloss sich eine Versetzung in die Türkei an, wo er bis 1954 in Izmir im dortigen Hauptquartier der NATO-Streitkräfte (Allied Land Forces, Southeastern Europe) die Stabsabteilung für Operationen leitete. Danach war er bis 1956 Stabsoffizier im Heeresministerium in Washington, D.C. Es folgte eine Versetzung nach Fort Ord in Kalifornien, wo er das Kommando über das Army Combat Development Experimentation Center erhielt. Zwischen März 1960 und Juni 1961 kommandierte er dann die 2. Infanteriedivision. Anschließend schied er aus gesundheitlichen Gründen aus dem Militärdienst aus.
Frederick Gibb starb am 6. September 1968 in einem Militärkrankenhaus auf der Andrews Air Force Base in Maryland und wurde auf dem amerikanischen Nationalfriedhof Arlington  beigesetzt.

## Orden und Auszeichnungen
Frederick Gibb erhielt im Lauf seiner militärischen Laufbahn unter anderem folgende Auszeichnungen:
- Army Distinguished Service Medal
- Silver Star
- Legion of Merit
- Bronze Star Medal
- American Defense Service Medal
- American Campaign Medal
- European-African-Middle Eastern Campaign Medal
- World War II Victory Medal
- Army of Occupation Medal
- National Defense Service Medal
- Presidential Unit Citation
- Orden der Ehrenlegion (Frankreich)
- Kriegskreuz (Frankreich)
- Leopoldsorden (Belgien)
- Kriegskreuz (Belgien)
- Orden des Weißen Löwen (Tschechoslowakei)
- Tschechoslowakisches Kriegskreuz 1939